# Halichoeres radiatus
Halichoeres radiatus là một loài cá biển thuộc chi Halichoeres trong họ Cá bàng chài. Loài này được mô tả lần đầu tiên vào năm 1758.

## Từ nguyên
Tính từ định danh radiatus trong tiếng Latinh có nghĩa là "tỏa ra", hàm ý đề cập đến các vệt sọc xanh lam xung quanh mắt của cá trưởng thành.

## Phạm vi phân bố và môi trường sống
Từ bang North Carolina (Hoa Kỳ) và Bermuda, H. radiatus được phân bố trải dài về phía nam đến vịnh México và khắp vùng biển Caribe; tuy không xuất hiện ở bờ biển Brasil, loài này lại được ghi nhận ở các đảo ngoài khơi, bao gồm quần đảo São Pedro và São Paulo, Fernando de Noronha và đảo san hô Rocas.
H. radiatus sống gần các rạn san hô ở độ sâu đến ít nhất là 55 m; cá con thường sống ở vùng nước nông hơn.
Quần thể trước đây được cho là H. radiatus dọc theo bờ biển Brasil (bao gồm đảo Trindade ngoài khơi) đã được xác định là Halichoeres brasiliensis.

## Mô tả

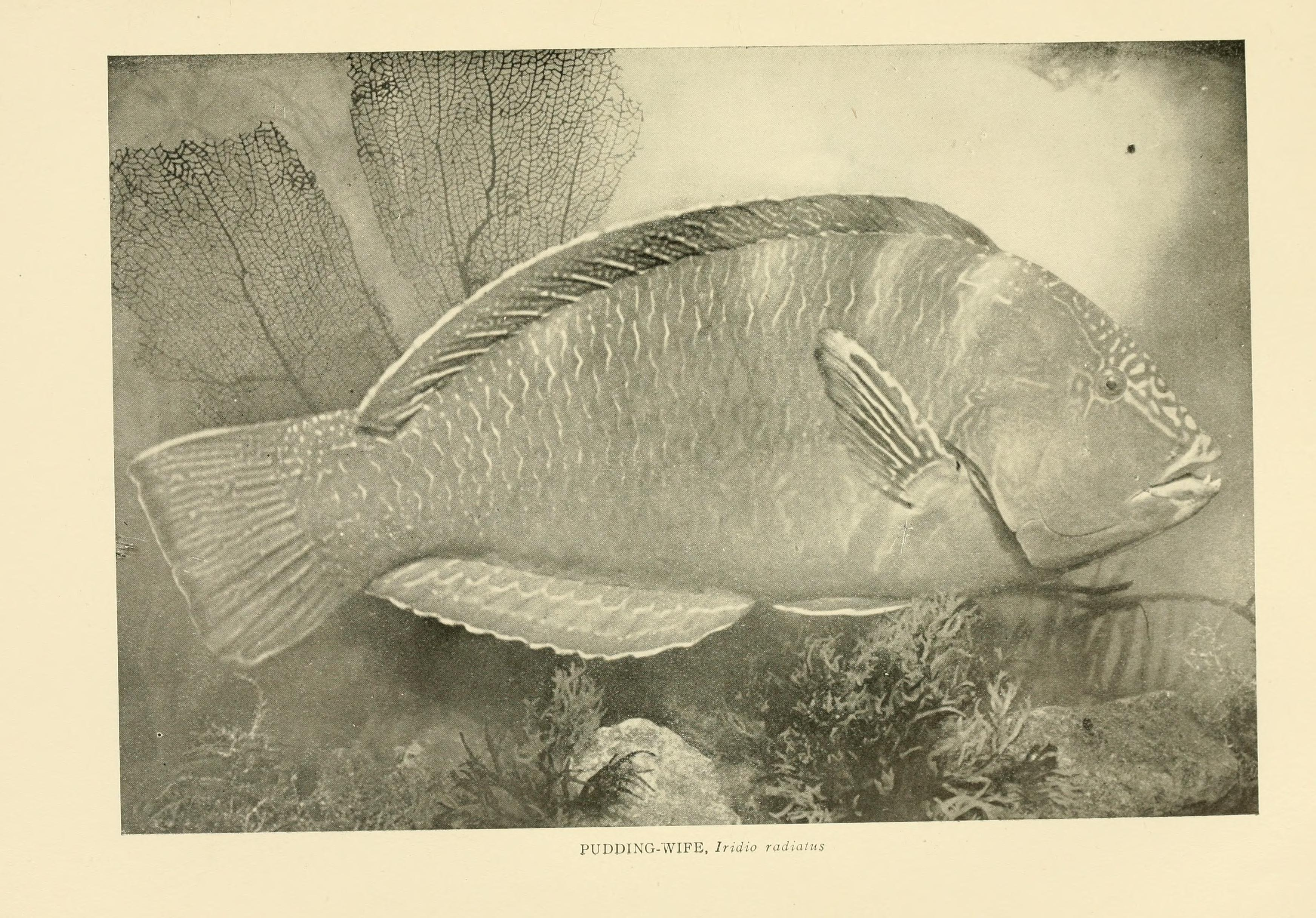
Cá đực

H. radiatus có chiều dài cơ thể lớn nhất được ghi nhận là 51 cm. Cá con màu vàng cam với một dải sọc trắng xanh băng ngang cơ thể, từ dưới mắt kéo dài đến gốc vây đuôi. Dọc lưng có khoảng 5 vạch cùng màu. Giữa vây lưng có một đốm đen lớn và một đốm nhỏ hơn trên cuống đuôi. Cá cái màu nâu cam, xung quanh mắt có các vệt sọc màu xanh lam. Các vạch trắng ở thân trên lan rộng hơn thành các đốm. Các vây xuất hiện thêm các vệt sọc xanh óng. Cá đực màu xanh lục lam. Đầu có thêm nhiều đốm xanh; vảy cũng xuất hiện thêm các đốm xanh óng. Các đốm trắng dọc lưng có thể biến mất ở cá đực, đôi khi có một dải trắng ngay sau vây ngực từ lưng kéo dài xuống dưới bụng.
Số gai ở vây lưng: 9; Số tia vây ở vây lưng: 11; Số gai ở vây hậu môn: 3; Số tia vây ở vây hậu môn: 12; Số tia vây ở vây ngực: 13; Số gai ở vây bụng: 1; Số tia vây ở vây bụng: 5; Số lược mang: 21–23; Số vảy đường bên: 27.
Ngoài sự chênh lệch về số lược mang giữa hai loài, H. brasiliensis không có các vệt đốm trắng dọc lưng và dải vàng ở rìa sau vây đuôi như H. radiatus; dải sọc trắng ở cá con của H. brasiliensis dày hơn nhiều so với H. radiatus.

## Sinh thái học
Thức ăn của H. radiatus bao gồm các loài nhuyễn thể, cua, sao biển đuôi rắn và cầu gai. H. radiatus có thể kiếm ăn cùng với cá khế Caranx ruber.

## Thương mại
H. radiatus đôi khi được đánh bắt trong các hoạt động buôn bán cá cảnh ở vùng Caribe.